# Brødhvede
Brød-Hvede (Triticum aestivum) - ofte kaldt Almindelig Hvede - er en 90-120 cm høj græsart, som dyrkes for de stivelsesholdige frø over hele verden. Hvede forbruger store mængder kvælstof, som omsættes gennem stofskiftet til en forholdsvis høj andel af protein i frøene. Hvede er en vigtig kornart.

## Beskrivelse
Brød-Hvede er en enårig græsart. Planten danner om efteråret (Vinter-Hvede) eller tidligt om foråret (Vår-Hvede) en løs tue af linjeformede, græsgrønne blade, som er ensfarvede på begge sider. Efter nogle måneders vækst dannes de høje, blomsterbærende skud. Blomsterne er de typiske, reducerede græsblomster, og man ser mere til blomsterstanden, akset, end til blomsterne selv. Frøene er nødder, som sidder omgivet af højblade, som kaldes avner. De er samlet 3-5 i småaks, som så atter er samlet i det store aks. Hvedens aks er normalt ikke stakbærende.
Rodnettet er kraftigt og dybtgående, hvis planten står på porøs og veldrænet jord.
Højde x bredde og årlig tilvækst: 1 x 0,25 m (100 x 25 cm/år).

## Hjemsted
Brød-Hvede er et krydsningsprodukt, som er opstået for ca. 9000 år siden hos de første agerbrugskulturer i Mellemøsten. Man formoder, at en vild hvedeart med normal, dvs. diploid (dobbelt) kromosombesætning er krydset med arten Aegilops speltoides. Derved er der opstået en tetraploid (firedobbelt) krydsning, som igen er krydset med yderligere en tredje vildart, sådan at Brød-Hveden nu er hexaploid (seksdobbelt).

## Anvendelse
Brød-Hvede bliver forarbejdet til en lang række slutprodukter. Her nævnes kun de let forarbejdede produkter uden tilsætninger:
- Hvedemel
- Bulgur
- Hvedegryn
- Hvedeøl

| Portal | Portal:Botanik |